# Clovis de Hohenlohe-Schillingsfürst
 (mars 2015).
Améliorez-le ou discutez des points à vérifier. 
 (septembre 2011).
Pour les articles homonymes, voir Maison de Hohenlohe.
Clovis Charles Victor prince de Hohenlohe-Schillingsfürst (en allemand : Chlodwig Carl Viktor Fürst zu Hohenlohe-Schillingsfürst, Prinz von Ratibor und von Corvey), né le 31 mars 1819 à Rotenburg an der Fulda et mort le 6 juillet 1901 à Ragaz, était un homme d'État allemand. Il fut notamment, ministre-président de Bavière à Munich, vice-président du Reichstag à Berlin, ambassadeur d'Allemagne à Paris, Statthalter d'Alsace-Lorraine à Strasbourg, et chancelier impérial.

## Une famille spoliée

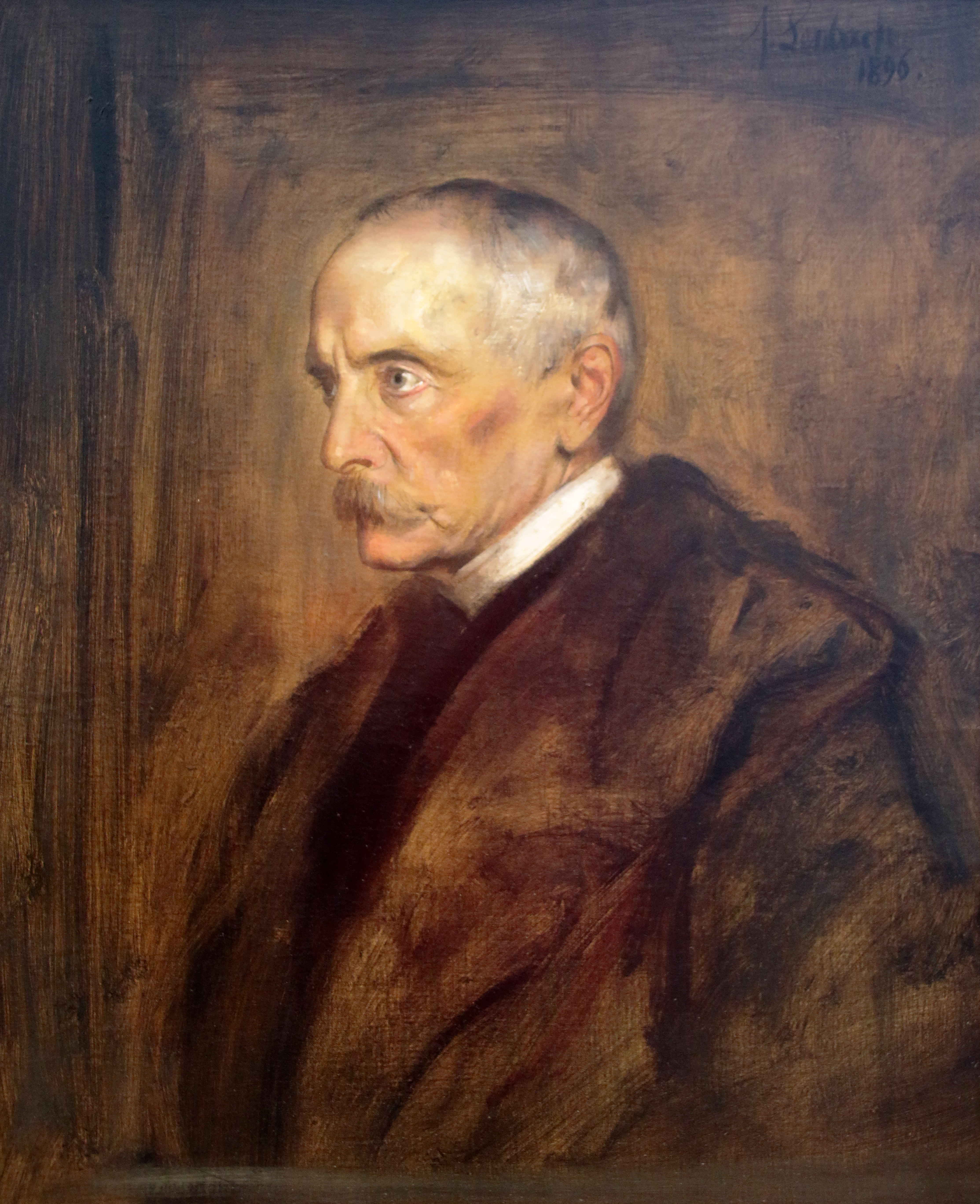
Portrait du prince Clovis de Hohenlohe-Schillingsfürst, par Franz von Lenbach.

Clovis de Hohenlohe-Schillingsfürst est un membre de la maison de Hohenlohe qui régna sur la principauté de Hohenlohe-Schillingsfürst, un des quatre cents principicules souverains du Saint Empire Romain Germanique.
La conquête de l'Allemagne par l'empereur des Français Napoléon Ier provoque la chute de l'empire quasi millénaire et la réorganisation du territoire. Napoléon Ier institue la confédération du Rhin dont il se proclame le protecteur. Un grand nombre de principautés sont "médiatisées" le 12 juillet 1806.
Tel est le sort de la principauté de Hohenlohe-Schillingsfürst, qui est réunie de force à la Bavière, laquelle est alors érigée en royaume (la fille aînée du roi de Bavière épousant le fils adoptif de l'empereur des Français). À titre de compensation, les Hohenlohe, comme leurs compagnons d'infortune, bénéficient d’un siège héréditaire à la Chambre haute du Royaume de Bavière nouvellement créé et conservent le rang et les prérogatives des princes souverains.
Dans de telles conditions, les Hohenlohe-Schillingsfürst se sentent fort peu bavarois.
Victor (1818-1893), le frère aîné de Clovis, préfère entrer au service de la Prusse, où il reçoit, grâce à son oncle, le landgrave Victor-Amédée de Hesse-Rheinfels-Rotenbourg, les titres prussiens de duc de Ratibor et de prince de Corvey à condition de renoncer à ses titres bavarois. Il y renonce sans peine et Clovis en est pourvu et relève le titre.

## Un catholicisme de façade
Le catholicisme de Clovis et de ses frères est également fort tiède du fait que leur mère est protestante ; le troisième d’entre eux, Gustave-Adolphe (1823-1896), au prénom caractéristique, a beau entrer dans les ordres et même devenir cardinal, son opposition aux Jésuites et son hostilité au dogme de l’infaillibilité pontificale le font tomber en disgrâce auprès de Pie IX sans que Léon XIII lui rende sa faveur.
« Mon père, bien qu’il fût croyant à sa façon… » écrit Alexandre de Hohenlohe-Schillingsfürst, à propos des convictions religieuses de son père.
Après des études de Droit, Clovis commence lui aussi une carrière prussienne, il revient à Munich où il travaille pour le roi de Prusse, ce qui lui est, dans son cas, très profitable.

## Vie de famille
Clovis épouse Marie de Sayn-Wittgenstein-Berlebourg (1819-1897), fille de Louis-Adolphe-Frédéric de Sayn-Wittgenstein-Sayn (de), qui lui apporte en héritage ses terres russes et son château de Mir et qui possède aussi le château de Kerléon au Relecq-Kerhuon dans le Finistère (France).
Ils ont au moins une fille et trois fils :
- Elisabeth née en 1847,
- Philippe-Ernest (de) (aîné) né en 1853 [2],
- Alexandre (1862-1924)[3],
- Maurice (de).

## Ministre-Président de Bavière
Après la défaite de Sadowa (1866), Louis II de Bavière est contraint d’appeler Hohenlohe au ministère de Bavière. Il devient ministre-président et œuvra en faveur de l’unité allemande sous la direction de la Prusse. Alexandre de Hohenlohe prétend que son père n’oublia jamais de défendre les intérêts de « sa petite patrie, la Bavière », mais on a bien du mal à le croire.
L’opposition du chancelier au dogme de l’infaillibilité pontificale (1870) provoque chez les électeurs une réaction cléricale. Mis en minorité à la Chambre basse, il doit démissionner.
Mais l’année même éclate la guerre franco-prussienne dont la conséquence est l’unité allemande ; pour prix de ses services, Hohenlohe reçoit du nouvel empereur allemand Guillaume Ier d’abord une vice-présidence du nouveau Reichstag impérial, puis en 1874 est nommé ambassadeur à Paris.

## Ambassadeur à Paris
Un tel poste, un des plus enviés, est une consécration pour cet homme du monde accompli. La mission est certes difficile au lendemain de la Guerre de 1870 mais il sait s’en tirer habilement. Il serait volontiers resté à cette place mais Bismarck, sachant toute la confiance qu’il peut avoir en lui, l’appelle à un autre poste délicat : le statthaltérat (gouvernorat général) d’Alsace-Lorraine. Il y travaille avec conscience et méthode mais ne réussit pas à gagner la confiance de ses administrés qui regrettent son prédécesseur, Manteuffel.
En 1894, à l’âge de soixante-quinze ans, il est appelé par Guillaume II à la chancellerie après la chute de Caprivi.

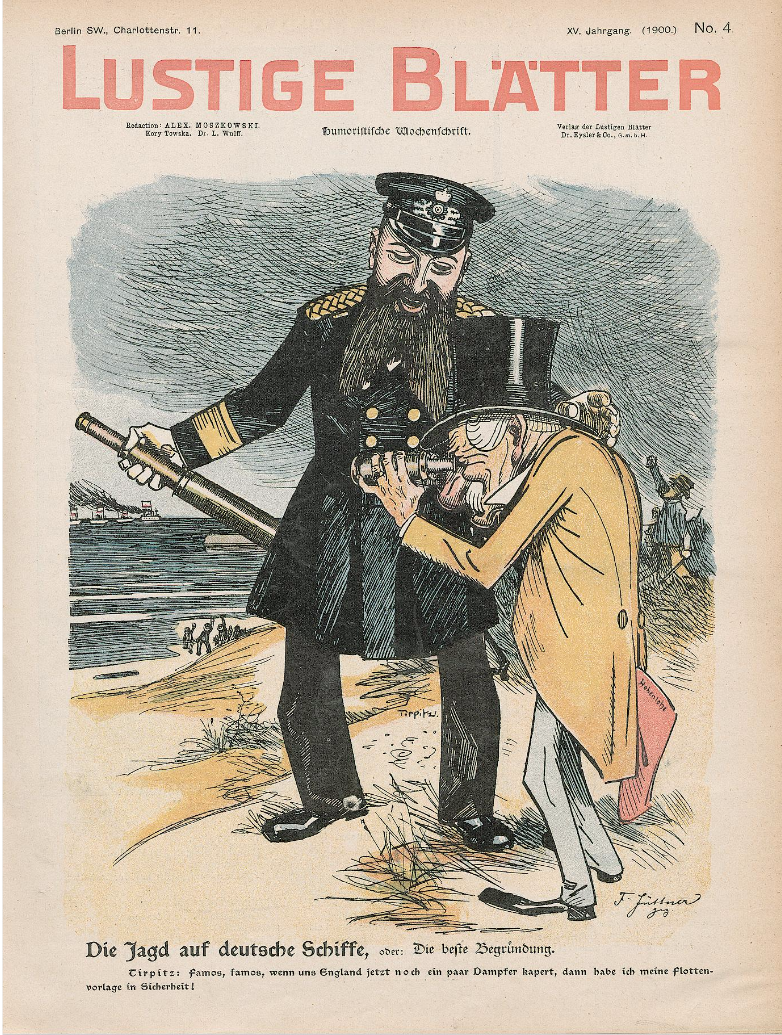
« À la chasse aux vaisseaux allemands » : le chancelier Hohenlohe et l'amiral Alfred von Tirpitz préparant la Marine impériale à une confrontation avec la Royal Navy, caricature de Franz Albert Jüttner pour le magazine allemand Lustige Blätter, 1900.

## Chancelier d'Empire
Le choix du souverain semble présenter bien des avantages : Hohenlohe est d’une loyauté absolue vis-à-vis des Hohenzollern, il est l’ami personnel de Bismarck et ainsi la presse bismarckienne, qui s’est déchaînée contre Caprivi, n’ose peut-être pas se montrer aussi violente à l'égard de son successeur.
Enfin les junkers de Prusse, avec lesquels il faut compter, manifesteraient plus de respect envers le représentant d’une illustre famille.
Mais il s’agit d'une charge bien lourde pour un homme déjà âgé et fatigué, dont la politique est, de surcroît, gênée par la fougue du jeune empereur.
Il réussit à tenir six ans pendant lesquels il tente de tempérer les actions impériales, mais finit par tomber en disgrâce à son tour.
Il se retire le 17 octobre 1900 et meurt moins d’un an après.

## Un «prince fonctionnaire»
Jugé paresseux par certains[réf. nécessaire], d’autres ont vu en lui un fonctionnaire modèle. Il était en effet capable de faire avec conscience un travail quelque peu routinier.
Pendant son ambassade de Paris, il est tout à fait à sa place, sachant donner de grands dîners auxquels Adolphe Thiers, une fois dans l’opposition, se rend. Il est chargé par Bismarck d’empêcher une restauration monarchique en France, à laquelle son prédécesseur Arnim a travaillé en sens contraire, suivant en cela les souhaits de l’empereur ; mais il n’a pas à intriguer beaucoup à ce sujet, le « comte de Chambord » et les députés ne parvenant pas à un accord sur la question du drapeau national.
Quand Bismarck l’appelle à Berlin, en 1880, pour assurer l’intérim des Affaires étrangères, Hohenlohe ne peut supporter un travail aussi considérable, tombe malade et doit rentrer à Paris.

## Décorations
- Ordre de l'Aigle noir